# Tushek Limited
Tushek Limited ist ein Automobilhersteller aus dem Vereinigten Königreich. Der Sitz ist in Clanfield, Südengland. Das Unternehmen baut Sportwagen, die Motoren werden von Audi bezogen. Das Unternehmen ging aus Tushek & Spigel Supercars hervor, gegen das 2016 ein Konkursverfahren eröffnet wurde.

## Geschichte
Gegründet wurde das Unternehmen 2017 von Aljosa Tushek. Im April 2018 präsentierte Aljosa Tushek mit dem Tushek TS 900H ein neues Fahrzeug auf der Top Marques in Monaco.

## Fahrzeuge

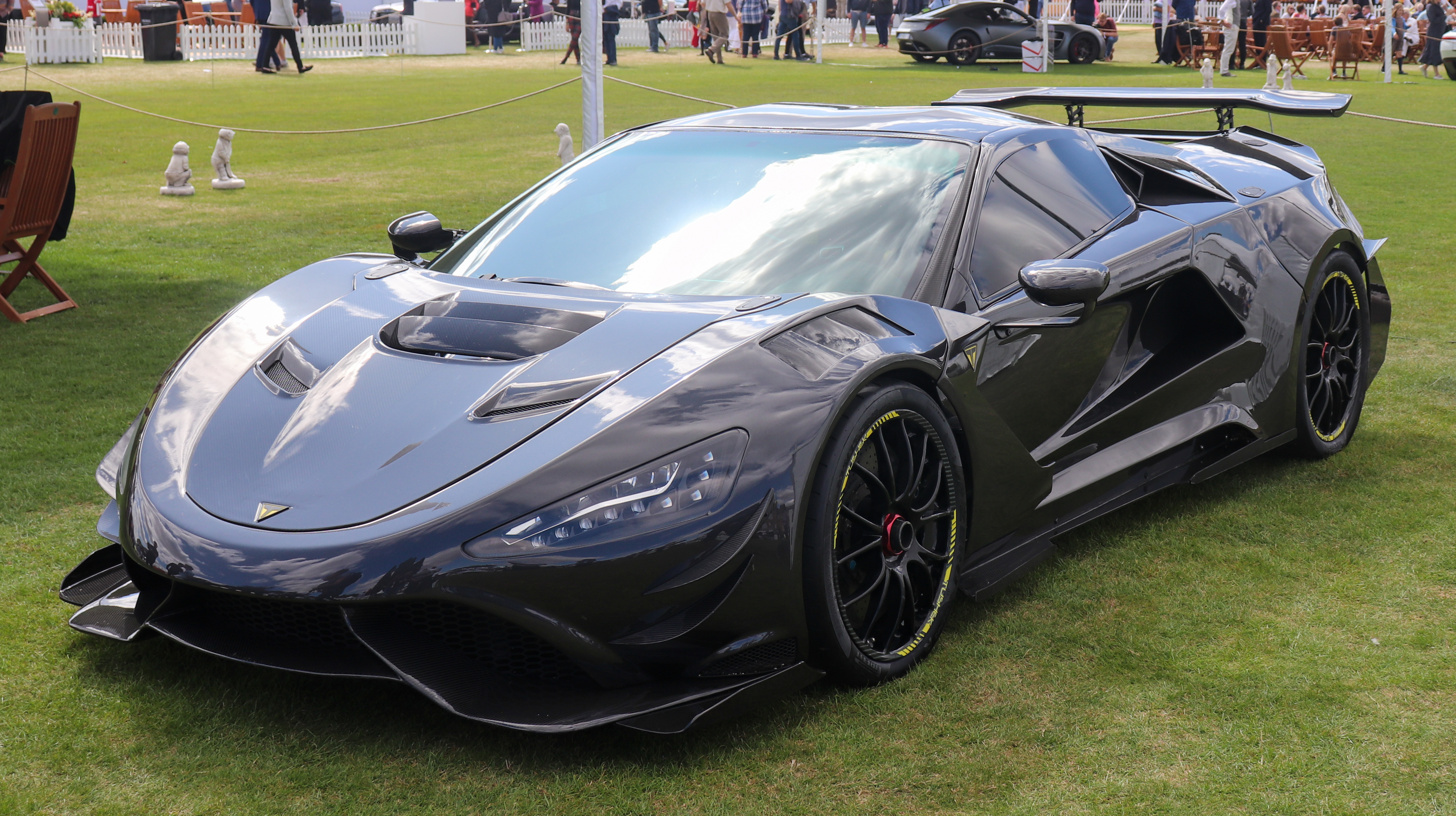
Tushek TS 900H (seit 2018)